# 南勢町
南勢町（なんせいちょう）は、かつて三重県度会郡にあった町。
2005年（平成17年）10月1日、隣接する南島町と合併して南伊勢町が発足し、南勢町は廃止された。

## 地理
志摩半島の南端部、度会郡の南東部にあった。南は太平洋の熊野灘に面し、リアス式海岸が発達していた。町域の中央部に五ヶ所湾があり、その湾口は約2キロメートル、奥行きは約7キロメートルである。

### 地形

#### 山岳
- 牛草山[2] - 550m。南勢町の最高峰。
- 竜仙山[2]
- 八祢宜山[2]
- 五ヶ所浅間山（五ヶ所富士）
- 京路山
- 宿浦浅間山
- 田曽浦浅間山

#### 水域
- 伊勢路川 - 流路長6.834 km[3]。
- 五ヶ所川 - 流路長2.781 km[3]。
- 五ヶ所湾 - 別名は楓江湾（ふうこうわん）。
- 相賀大池 - 相賀浦にある[4]。海跡湖。塩水湖。
- 釜の池 - 宿浦にある[4]。海跡湖。塩水湖。カマの池、カマ池、宿浦池とも。
- 市原池 - 神津佐にある[4]。農地灌漑用に造成された池。

#### 島嶼
- 葛島 - 宿田曽地区にある[5]。
- 七日島 - 神原地区にある[5]。
- 獅子島 - 五ヶ所地区にある[5]。陸繋島（陸繋砂州）。

### 隣接していた自治体
東は桜山とその山系を境にして志摩市（磯部町や浜島町）と、北は剣峠や切原峠や鍛冶屋峠を境にして伊勢市と、西は牛草山や鴻坂峠や三浦峠を境にして度会郡度会町や南島町と接していた。
- 伊勢市
- 志摩市（磯部町・浜島町）
- 度会郡度会町、南島町

### 地区
1955年（昭和30年）の合併以前の5自治体をそれぞれ地区としていた。5地区には計19区の行政区域があり、区民が選出する区長が置かれていた。
- 五ヶ所地区
  - 五ヶ所浦（ごかしょうら）、切原（きりはら）、船越（ふなこし）、中津浜浦（なかつはまうら）、飯満（はんま）
- 穂原地区
  - 内瀬（ないぜ）、伊勢路（いせじ）、斎田（さいた）、始神（はじかみ）、押淵（おしふち）
- 南海地区
  - 相賀浦（おおかうら）、礫浦（さざらうら）、迫間浦（はさまうら）
- 宿田曽地区
  - 宿浦（しゅくうら）、田曽浦（たそうら）
- 神原地区
  - 泉（いずみ）、神津佐（こんさ）、下津浦（しもつうら）、木谷（きだに）

## 歴史

### 町名の由来
伊勢国及び伊勢市の南にあることから名付けられた、いわゆる方角地名である（2005年誕生の南伊勢町も同じ由来）。また、南勢は三重県伊勢志摩を指す地域名でもあるから広域地名でもある。

### 沿革
- 1955年（昭和30年）2月11日 - 五ヶ所町・穂原村・南海村・宿田曽村および神原村の一部（大字泉・神津佐・下津浦・木谷）が合併して南勢町が発足。
- 2005年（平成17年）10月1日 - 南勢町と南島町が合併して南伊勢町が発足。同日南勢町廃止。

## 行政
- 町長：太田久幸

## 経済
日本におけるカラマンダリン栽培の発祥の地である。
- 農業 - 五ヶ所みかん
- 漁業 - ハマチ、鯛、真珠

## 教育

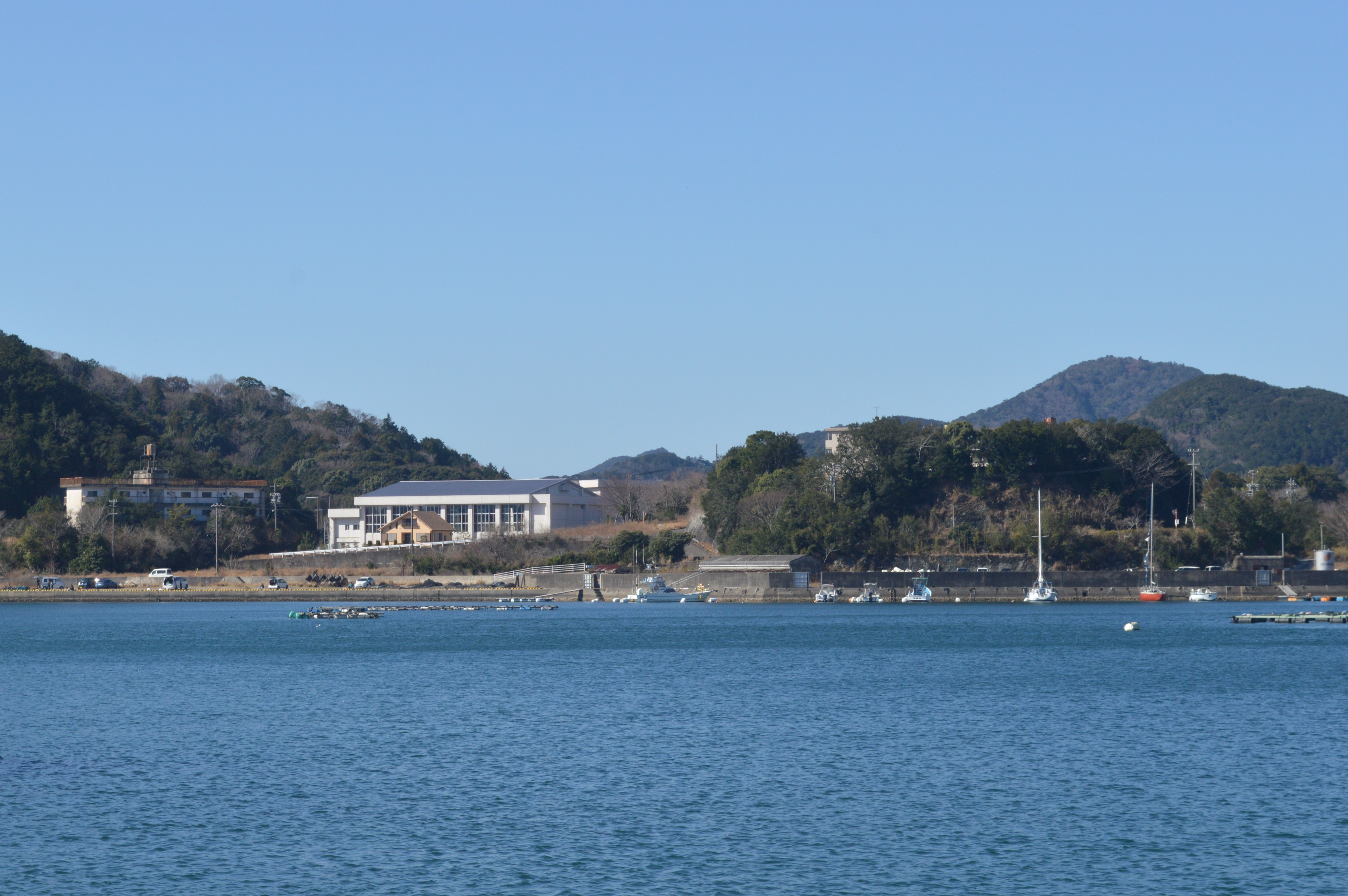
三重県立南伊勢高等学校南勢校舎

### 高等学校
- 三重県立南伊勢高等学校南勢校舎 - 2004年（平成16年）3月までの名称は三重県立南勢高等学校。

### 中学校
- 南勢町立五ヶ所中学校[8]
- 南勢町立宿田曽中学校[8]
- 南勢町立南海中学校[8]

### 小学校
- 南勢町立五ヶ所小学校[9]
- 南勢町立宿田曽小学校[9]
- 南勢町立南海小学校[9]
- 南勢町立穂原小学校[9]

## 交通

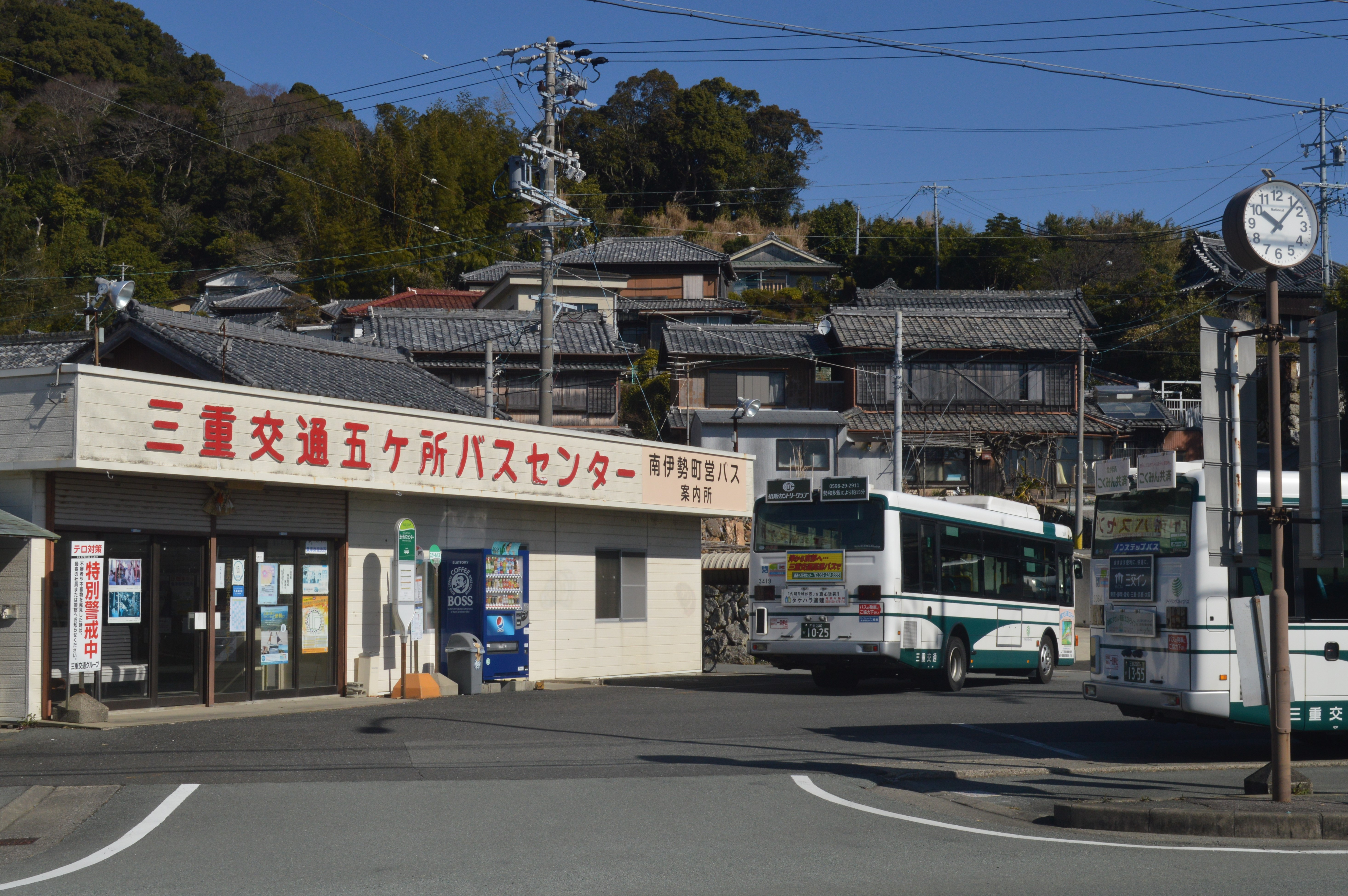
三重交通五ヶ所バスセンター

### 道路
- 一般国道
  - 国道260号
- 主要地方道
  - 三重県道12号伊勢南勢線
  - 三重県道16号南勢磯部線
- 一般県道
  - 三重県道152号南勢浜島線
  - 三重県道169号玉城南勢線（サニーロード）
  - 三重県道720号横輪南勢線
  - 三重県道722号礫浦押淵線
  - 三重県道769号中津浜浦五ヶ所浦線

### 海路
- 近鉄志摩観光汽船（現・志摩マリンレジャー）
  - 五ヶ所湾巡航船・観光船（2000年3月31日廃止[10]）

## 施設
医療施設
- 南勢町立病院[11]

博物館・美術館
- 愛洲の館 - 町立の資料館。
- 伊勢現代美術館 - 私立の美術館。

映画館

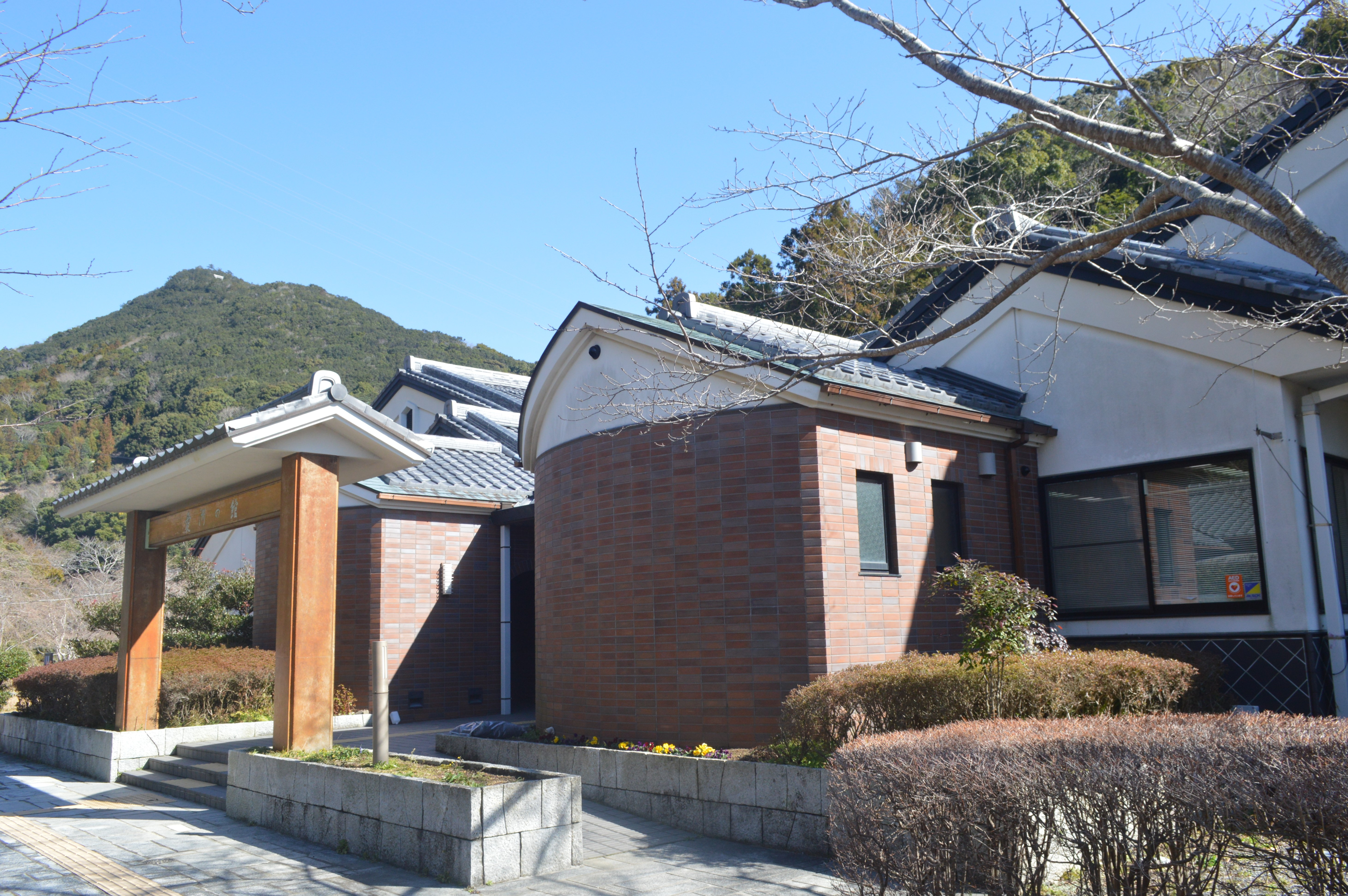
愛洲の館

かつて南勢町には以下の映画館があった。1960年（昭和35年）の度会郡には16館の映画館があった。
- 五ヶ所劇場（五ヶ所） - 1970年代閉館。
- 南勢東映（五ヶ所） - 1970年代閉館。
- 佐八屋劇場（宿浦） - 1960年代閉館。
- 善屋座（田曽浦） - 1960年代閉館。

## 出身著名人
- 脇田康弘 - 俳優
- 磯野貴理子 - タレント
- 城功 - タマヨシパール社長